# Yazılıkaya, Han
Yazılı là một xã thuộc huyện Han, tỉnh Eskişehir, Thổ Nhĩ Kỳ. Dân số thời điểm năm 2011 là 61 người.